# Samson (Isole Scilly)
Samson (cornico Enys Samson) è la più grande delle isole disabitate dell'arcipelago delle Isole Scilly, al largo dell'estremità sudoccidentale della penisola di Cornovaglia nel Regno Unito. Ha una superficie di 38 ettari. L'isola è costituita da due colline, North Hill (Collina Nord) e South Hill (Collina Sud), collegate tra loro da un istmo sul quale gli antichi abitanti costruirono la maggior parte delle loro robuste abitazioni di pietra. Samson prende nome da San Sansone di Dol.

## Storia
Le colline gemelle di Samson erano anticamente associate all'idea di mammella, analogamente ai Paps of Jura in Scozia e ai Paps of Anu in Irlanda. Grandi campi sepolcrali preistorici si trovano sia su North Hill sia su South Hill.
L'isola fu abitata fino al 1855, quando il Lord Proprietor Augustus Smith trasferì dall'isola la popolazione residua. A quell'epoca, gli abitanti dell'isola soffrivano di gravi privazioni - soprattutto a causa di una dieta a base di patelle e patate - e consistevano in due sole famiglie: i Woodcock e i Webber. Successivamente Smith realizzò un parco di cervi sull'isola, ma tutti i cervi fuggirono in breve tempo.
Recentemente, l'area è diventata un sito naturalistico protetto. L'isola ospita molte specie di uccelli, come sterne e sule, nonché diversi fiori selvatici.
Nel 1971 l'isola, assieme alle vicine isole di Green Island, Puffin Island, Stony Island e White Island, è stata classificata Sito di Speciale Interesse Scientifico (SSSI) per le sue caratteristiche biologiche.

### Popolazione
- 1669: Una famiglia[7]
- 1715: Solo 3 uomini idonei a usare armi
- 1751: 2 famiglie
- 1794: 6 famiglie
- 1816: 40 persone
- 1822: 7 famiglie (34 persone)
- 1851: 3 famiglie[8]
- 1855: Augustus Smith trasferisce gli abitanti residui, costituiti da 2 famiglie

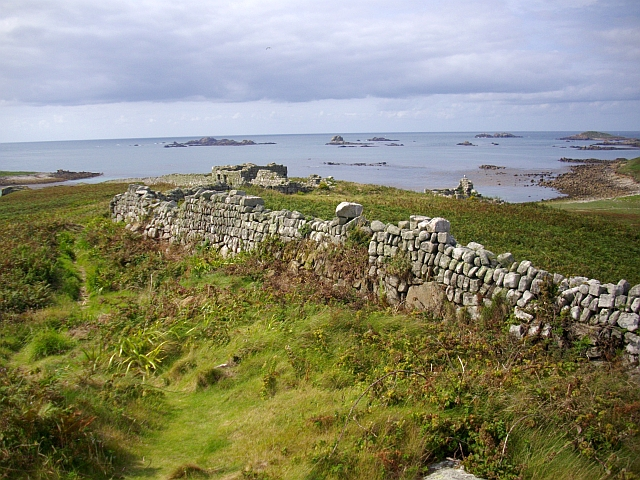
Samson, il muro di cinta del parco di cervi e un'abitazione

## Visitare l'isola
Samson usufruisce di un regolare servizio di traghetti. L'isola non ha moli, per cui i visitatori sbarcano per mezzo di passerelle di legno. È possibile osservare i ruderi delle antiche abitazioni e del parco di cervi di Smith, ma anche tombe a camera di epoca preistorica. L'isola non offre servizi, ma è possibile usufruire di visite guidate da parte di esperti del luogo.

## Samson in letteratura
L'isola è descritta nel romanzo per ragazzi L'isola delle Balene di Michael Morpurgo. Nel libro, Samson è vittima di una maledizione da cui deve essere liberata. L'isola è citata anche in Armorel of Lyonesse di Walter Besant. Spesso ci si riferisce all'abitazione della famiglia Webber su Samson come la 'Casa di Armorel'.
L'isola si ritrova anche nel romanzo di Ann Bridge The Dangerous Islands.